# علی‌آباد قره‌چای
علی‌آباد قره‌چای یک روستا در ایران است که در شهرستان مانه و سملقان استان خراسان شمالی واقع شده‌است. علی‌آباد قره‌چای ۵۵ نفر جمعیت دارد.

## جمعیت
این روستا در دهستان اترک (مانه و سملقان) قرار دارد و براساس سرشماری مرکز آمار ایران در سال ۱۳۸۵، جمعیت آن ۵۵ نفر (۱۶ خانوار) بوده‌است.